# Diocesi di Villanova
La diocesi di Villanova (in latino: Dioecesis Villanovensis) è una sede soppressa e sede titolare della Chiesa cattolica.

## Storia
Villanova, nell'odierna Algeria, è un'antica sede episcopale della provincia romana della Mauritania Cesariense.
Unico vescovo conosciuto di questa diocesi africana è Valente, il cui nome appare al 41º posto nella lista dei vescovi della Mauritania Cesariense convocati a Cartagine dal re vandalo Unerico nel 484; Valente, come tutti gli altri vescovi cattolici africani, fu condannato all'esilio.
Dal 1933 Villanova è annoverata tra le sedi vescovili titolari della Chiesa cattolica; dal 23 gennaio 2016 il vescovo titolare è Mirosław Milewski, vescovo ausiliare di Płock.

## Cronotassi

### Vescovi residenti
- Valente † (menzionato nel 484)

### Vescovi titolari
- Bartolomeo Santo Quadri † (17 marzo 1964 - 10 febbraio 1973 nominato vescovo di Terni e Narni)
- Anthony Francis Mestice † (5 marzo 1973 - 29 aprile 2011 deceduto)
- Matteo Maria Zuppi (31 gennaio 2012 - 27 ottobre 2015 nominato arcivescovo di Bologna)
- Mirosław Milewski, dal 23 gennaio 2016